# Progradungula carraiensis
Espèce
Progradungula carraiensis est une espèce d'araignées aranéomorphes de la famille des Gradungulidae.

## Distribution
Cette espèce est endémique de Nouvelle-Galles du Sud en Australie. Elle se rencontre dans la forêt d'État de Carrai dans la grotte Carrai Bat Cave.

## Description
La carapace de la femelle holotype mesure 5,81 mm de long sur 3,89 mm et l'abdomen 6,21 mm de long sur 4,23 mm.
La carapace du mâle décrit par Gray en 1983 mesure 5,03 mm de long sur 3,41 mm et l'abdomen 11,0 mm de long sur 9,5 mm.

## Systématique et taxinomie
Cette espèce a été décrite par Forster et Gray en 1979.

## Étymologie
Son nom d'espèce, composé de carrai et du suffixe latin -ensis, « qui vit dans, qui habite », lui a été donné en référence au lieu de sa découverte, la forêt d'État de Carrai.

## Publication originale
- Forster & Gray, 1979 : « Progradungula, a new cribellate genus of the spider family Gradungulidae (Araneae). » Australian Journal of Zoology, vol. 27, no 6, p. 1051-1071.